# Parti canadien

El líder patriota Louis-Joseph Papineau habla en la "Asamblea de los seis condados".

El Parti canadien (o Parti patriote) fue un partido político de lo que actualmente es Quebec, que fue fundado por miembros de la élite liberal de Bajo Canadá a comienzos del siglo XIX. Entre sus miembros se encontraban, François Blanchet, Pierre-Stanislas Bédard, John Neilson, Jean-Thomas Taschereau, James Stuart, Louis Bourdages, Denis-Benjamin Viger, Daniel Tracey, Edmund Bailey O'Callaghan, Andrew Stuart, y Louis-Joseph Papineau.